# 貝德福德希爾斯 (紐約州)
貝德福德希爾斯（英語：Bedford Hills）是位於美國紐約州西徹斯特縣的普查規定居民點。

## 人口
根據2020年美國人口普查的數據，貝德福德希爾斯的面積為2.66平方千米，皆為陸地。當地共有人口3239人，而人口密度為每平方千米1,217.67人。